# 松風 (源氏物語)
| 源氏物語五十四帖 |        |    |        |
| 各帖のあらすじ   |        |    |        |
| 帖               | 名     | 帖 | 名     |
| 1                | 桐壺   | 28 | 野分   |
| 2                | 帚木   | 29 | 行幸   |
| 3                | 空蝉   | 30 | 藤袴   |
| 4                | 夕顔   | 31 | 真木柱 |
| 5                | 若紫   | 32 | 梅枝   |
| 6                | 末摘花 | 33 | 藤裏葉 |
| 7                | 紅葉賀 | 34 | 若菜   |
| 8                | 花宴   | 35 | 柏木   |
| 9                | 葵     | 36 | 横笛   |
| 10               | 賢木   | 37 | 鈴虫   |
| 11               | 花散里 | 38 | 夕霧   |
| 12               | 須磨   | 39 | 御法   |
| 13               | 明石   | 40 | 幻     |
| 14               | 澪標   | 41 | 雲隠   |
| 15               | 蓬生   | 42 | 匂宮   |
| 16               | 関屋   | 43 | 紅梅   |
| 17               | 絵合   | 44 | 竹河   |
| 18               | 松風   | 45 | 橋姫   |
| 19               | 薄雲   | 46 | 椎本   |
| 20               | 朝顔   | 47 | 総角   |
| 21               | 少女   | 48 | 早蕨   |
| 22               | 玉鬘   | 49 | 宿木   |
| 23               | 初音   | 50 | 東屋   |
| 24               | 胡蝶   | 51 | 浮舟   |
| 25               | 蛍     | 52 | 蜻蛉   |
| 26               | 常夏   | 53 | 手習   |
| 27               | 篝火   | 54 | 夢浮橋 |

「松風」（まつかぜ）は、『源氏物語』五十四帖の巻名のひとつ。第18帖。巻名は作中で明石の尼君が詠んだ和歌「身を変へて一人帰れる山里に聞きしに似たる松風ぞ吹く」に因む。

## あらすじ
光源氏31歳秋の話。
二条東院が完成し、源氏は西の対に花散里を移らせた。東の対には明石の御方を迎えるつもりだったが、明石入道は源氏に文で「娘・明石の御方も住みなれたここを離れて、上洛することには不安を抱えています。」と伝えた。大堰川近くの山荘（母方の祖父・中務宮の別荘）を修理して娘をそこへ住まわせることに決めたという。ちょうど源氏が建てた嵯峨野の御堂も近くにあり、明石の御方は父入道を一人明石に残して姫君や母尼君と共に上京する。しかし源氏はなかなか大堰を訪れず、明石の御方は琴を爪弾き無聊を紛らわせていた。
源氏は紫の上に気を遣いながらも、御堂の様子を見に行くとの口実でようやく大堰を来訪。明石の御方と3年ぶりの再会を喜び合い、また初めて見る娘の愛らしさに感嘆した。姫君を将来の后がねと考える源氏は、その出自の低さを補うためにも、一日も早く姫君を都へ迎えたいと考える。源氏から姫君を養女として育ててほしいと相談された紫の上は、元々子供好きなこともあり快く承諾するが、姫君と引き離される明石の御方の心を思いやって悩む源氏だった。